# Унтерес-Залеталь (природный парк)
Природный парк Унтерес-Залеталь (нем. Naturpark Unteres Saaletal, Природный парк нижней долины Зале) — один из более, чем 100 парков, входящих в Список природных парков Германии. Расположен в земле Саксония-Анхальт. Включает в себя нижнюю долину реки Зале от города Галле до Нинбурга, сформированную отложениями ледникового периода. Река сформировала разнообразные ландшафты с различными геологическими особенностями, что отразилось на флоре и фауне (порфировые породы близ Гимрица, плато Мансфельда, горный мост Галле-Хетштедт).
В 1961 году нижняя часть долины Заале была объявлена ландшафтным заповедником, а в 2005 году — природным парком.
Спонсорами природного парка являются города, общины, объединённые в «Ассоциацию природного парка Унтерес-Залеталь», которая одновременно с сохранением характерного ландшафта парка, создаёт и благоустраивает природные тропы с целью развития экологически безопасного туризма.

## Флора
Для парка характерны аллювиальные леса (леса в пойме реки) с такими растениями, как:
несколько видов ветрениц, живокость (бархатцы болотные). На засушливых участках встречаются: ковыль, жемчужница, паскуя, орхидеи, горицвет весенний, шалфей луговой или шаровидный.

## Фауна
Для парка характерны такие животные, как: серая цапля, красный и чёрный коршун, большой пестрый дятел, красноспинный сорокопут, уж, прыткая ящерица, обыкновенная жаба, красавка, горная ведьма и полевой сверчок. Охраняются: бобры, зимородки, болотные луни, средний и черный дятлы, ортолан, осоед, хохлатый тритон, квакша, огнебрюхая жаба, синегорлая русалка или отшельник.